# НХЛ у сезоні 1920—1921
НХЛ у сезоні 1920/1921 — 4-й регулярний чемпіонат НХЛ. Сезон стартував 22 грудня 1920. Закінчився фінальним матчем 14 березня 1921 між Оттава Сенаторс та Торонто Сент-Патрікс перемогою «Сенаторів». Переможцем Кубка Стенлі (його виявляють між переможцями трьох ліг: НХЛ, Західної канадської хокейної ліги та Тихоокеанського узбережжя) став клуб НХЛ «Оттава Сенаторс» (дев'ята перемога).

## Підсумкова турнірна таблиця

### Перший етап
| Команда              | І  | В | П | Н | ШЗ | ШП | Очки |
| -------------------- | -- | - | - | - | -- | -- | ---- |
| Оттава Сенаторс      | 10 | 8 | 2 | 0 | 49 | 23 | 16   |
| Торонто Сент-Патрікс | 10 | 5 | 5 | 0 | 39 | 47 | 10   |
| Монреаль Канадієнс   | 10 | 4 | 6 | 0 | 37 | 51 | 8    |
| Гамільтон Тайгерс    | 10 | 3 | 7 | 0 | 34 | 38 | 6    |

| Команда              | ОС       | ТП          | МК       | ГТ       |
| -------------------- | -------- | ----------- | -------- | -------- |
| Оттава Сенаторс      | Х        | 6:3, 4:5 от | 8:2, 2:0 | 3:1, 4:3 |
| Торонто Сент-Патрікс | 1:8, 2:5 | Х           | 5:4, 7:2 | 2:3 от   |
| Монреаль Канадієнс   | 5:4      | 9:5         | Х        | 2:6, 6:4 |
| Гамільтон Тайгерс    | 1:5      | 4:5, 2:4    | 5:0, 5:7 | Х        |

### Другий етап
| Команда              | І  | В  | П  | Н | ШЗ | ШП | Очки |
| -------------------- | -- | -- | -- | - | -- | -- | ---- |
| Торонто Сент-Патрікс | 14 | 10 | 4  | 0 | 66 | 53 | 20   |
| Монреаль Канадієнс   | 14 | 9  | 5  | 0 | 75 | 48 | 18   |
| Оттава Сенаторс      | 14 | 6  | 8  | 0 | 48 | 52 | 12   |
| Гамільтон Тайгерс    | 14 | 3  | 11 | 0 | 58 | 94 | 6    |

| Команда              | ТП            | МК        | ОС            | ГТ                |
| -------------------- | ------------- | --------- | ------------- | ----------------- |
| Торонто Сент-Патрікс | Х             | 10:6, 6:4 | 4:3, 4:2      | 10:3, 5:4, 4:3 от |
| Монреаль Канадієнс   | 4:2, 3:5, 4:0 | Х         | 5:3, 8:1, 0:1 | 10:5, 13:6        |
| Оттава Сенаторс      | 4:3, 2:3      | 1:3, 1:3  | Х             | 7:4, 12:5         |
| Гамільтон Тайгерс    | 4:6, 7:4      | 6:5, 1:7  | 1:2, 3:7, 6:2 | Х                 |

## Найкращі бомбардири

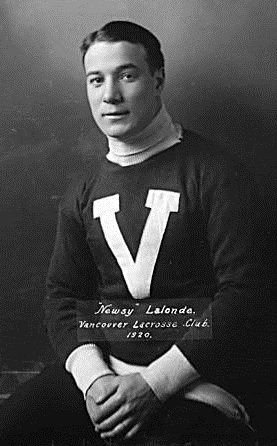
Найкращий бомбардир Ньюсі Лелонд.

| #  | Гравець         | Команда                                | І  | Г  | П  | О  | ШХ |
| -- | --------------- | -------------------------------------- | -- | -- | -- | -- | -- |
| 1  | Ньюсі Лалонд    | Монреаль Канадієнс                     | 24 | 33 | 10 | 43 | 36 |
| 2  | Бейб Дай        | Гамільтон Тайгерс/Торонто Сент-Патрікс | 24 | 35 | 5  | 40 | 32 |
| 3  | Сі Деннені      | Оттава Сенаторс                        | 24 | 34 | 5  | 39 | 10 |
| 4  | Джо Мелоун      | Гамільтон Тайгерс                      | 20 | 28 | 9  | 37 | 6  |
| 5  | Френк Найбор    | Оттава Сенаторс                        | 24 | 19 | 10 | 29 | 10 |
| 6  | Редж Ноубл      | Торонто Сент-Патрікс                   | 24 | 19 | 8  | 27 | 54 |
| 7  | Гаррі Камерон   | Торонто Сент-Патрікс                   | 24 | 18 | 9  | 27 | 35 |
| 8  | Джордж Проджерс | Гамільтон Тайгерс                      | 24 | 18 | 9  | 27 | 8  |
| 9  | Корбетт Деннені | Торонто Сент-Патрікс                   | 20 | 19 | 7  | 26 | 29 |
| 10 | Джек Дарра      | Оттава Сенаторс                        | 24 | 11 | 15 | 26 | 20 |

## Фінал НХЛ
| Дата       | Команда         | ШЗ | Команда              | ШЗ |
| ---------- | --------------- | -- | -------------------- | -- |
| 10 березня | Оттава Сенаторс | 5  | Торонто Сент-Патрікс | 0  |
| 14 березня | Оттава Сенаторс | 2  | Торонто Сент-Патрікс | 0  |

«Оттава Сенаторс» виграв серію 7:0

## Фінал Кубка Стенлі
| Гра та дата                       | Гра та дата | Господар | Рахунок | Гості    | Стадіон                |
| --------------------------------- | ----------- | -------- | ------- | -------- | ---------------------- |
| 1                                 | 21 березня  | Ванкувер | 3–1     | Оттава   | Денман Арена, Ванкувер |
| 2                                 | 24 березня  | Оттава   | 4–3     | Ванкувер | Денман Арена, Ванкувер |
| 3                                 | 28 березня  | Оттава   | 3–2     | Ванкувер | Денман Арена, Ванкувер |
| 4                                 | 31 березня  | Ванкувер | 3–2     | Оттава   | Денман Арена, Ванкувер |
| 5                                 | 4 квітня    | Оттава   | 2–1     | Ванкувер | Денман Арена, Ванкувер |
| Оттава Сенаторс виграв серію 3:2. |             |          |         |          |                        |